# Prêmio Multishow de Música Brasileira para DJ do Ano
Prêmio Multishow de Música Brasileira para DJ do Ano é um prêmio dado anualmente no Prêmio Multishow de Música Brasileira, uma cerimônia que foi estabelecida em 1994 e originalmente chamada de Prêmio TVZ. A Categoria DJ do Ano foi criada em 2023 como parte de uma reformulação nas normas da Academia do Prêmio Multishow.

## Vencedores e indicados
| Ano  | Vencedor(a) | Indicados                                                     | Ref.  |
| ---- | ----------- | ------------------------------------------------------------- | ----- |
| 2023 | Alok        | - Dennis - Mu540 - Pedro Sampaio - Vhoor - Vintage Culture    | [ 4 ] |
| 2024 | Alok        | - Anna - Mochakk - Mu540 - Paulete Lindacelva - Pedro Sampaio | [ 5 ] |